# 通山河
通山河，位于中国湖北省通山县西北部，是富水左岸支流，发源于通山县南林桥镇白羊山东麓，向东流经南林桥镇驻地和大路乡，至通山县城通羊镇汇入富水。河长35千米，流域面积246平方千米。